# Heinz Lehmann

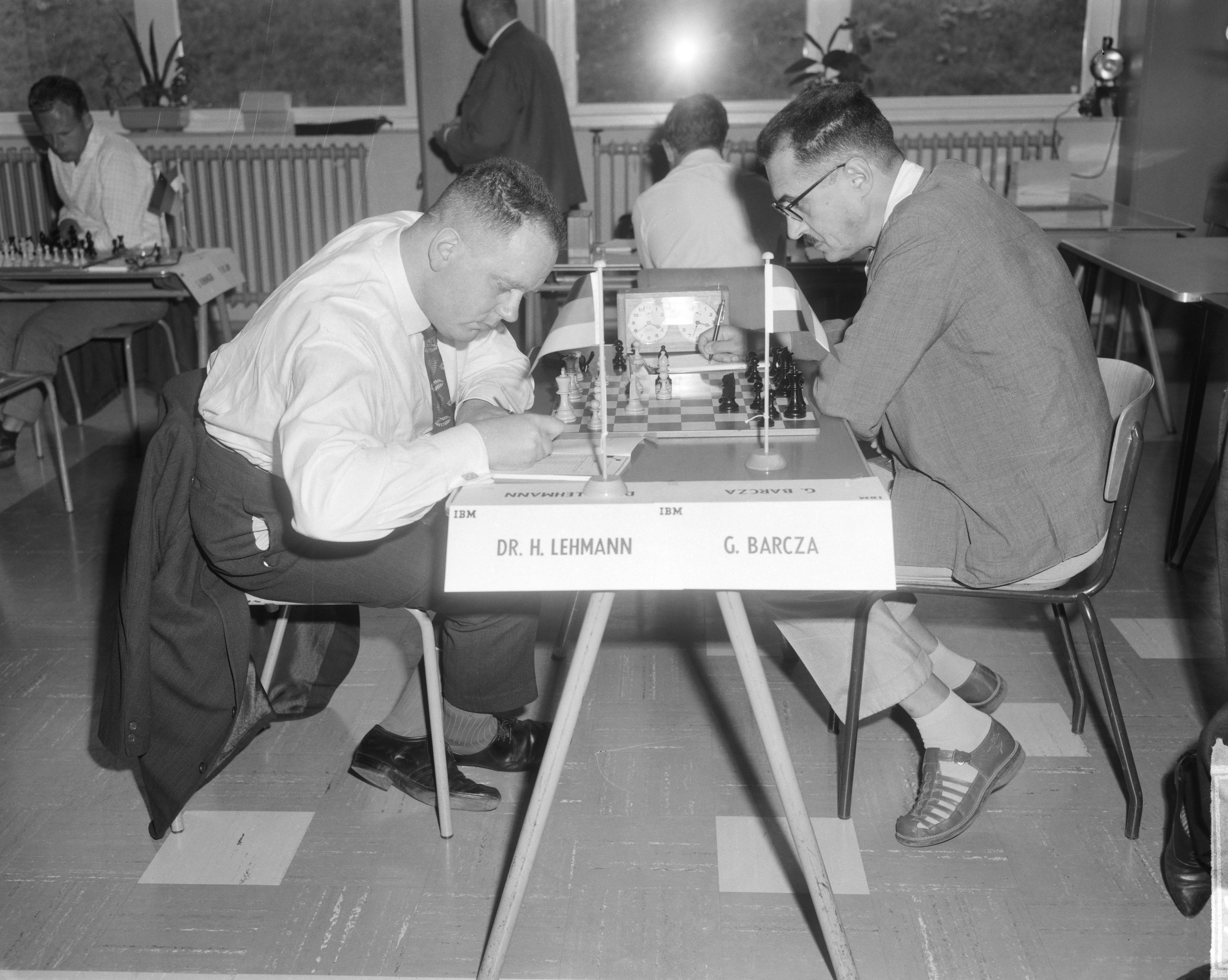
Lehmann – Barcza (Amsterdam, 1964)

Heinz Gerhard Lehmann (ur. 20 października 1921 w Królewcu, zm. 6 czerwca 1995 w Berlinie) – niemiecki szachista, arcymistrz od 1992 roku.

## Kariera szachowa
W latach 50. XX wieku należał do ścisłej czołówki szachistów Republiki Federalnej Niemiec. Wielokrotnie startował w finałach indywidualnych mistrzostw kraju, trzykrotnie zajmując medalowe pozycje, w latach 1953 (Berlin, II-III m.), 1957 (Bad Neuenahr, III m.) oraz 1959 (Norymberga, III m.). Dwukrotnie (Monachium 1958, Lipsk 1960) wystąpił na szachowych olimpiadach, był również reprezentantem RFN na drużynowych mistrzostwach Europy w 1957 r. w Wiedniu. W 1956 r. zdobył tytuł mistrza Berlina Zachodniego. Kilkukrotnie brał udział w turniejach strefowych (eliminacji mistrzostw świata), najlepszy wynik osiągając w 1960 r. w Madrycie, gdzie podzielił VI-VII miejsce (za Arturo Pomarem Salamanką, Lajosem Portischem, Svetozarem Gligoriciem, Janem Heinem Donnerem i Albericem O’Kellym de Galwayem, wspólnie z Jonathanem Penrose, a m.in. przed Wolfgangiem Pietzschem i Ludkiem Pachmanem).
Do jego sukcesów w turniejach międzynarodowych należały m.in.:
- II m. w San Benedetto del Tronto (1958),
- I m. na Malcie (dwukrotnie – 1958, 1959),
- I m. w Kilonii (1961),
- III m. w Arlesheim (1961, za Maxem Blauem i Andreasem Dücksteinem),
- II m. w Reggio Emilia (1961/62, za Alberto Giustolisim(inne języki)),
- I m. w Amsterdamie (1963, turniej IBM–B),
- I m. w Beverwijk (1964, turniej Hoogovens–B),
- IV m. w Amsterdamie (1964, turniej IBM, za Bentem Larsenem, Janem Heinem Donnerem i Andreasem Dücksteinem),
- I m. w Starym Smokovcu (1969),
- IV m. w Maladze (1974, za Arturo Pomarem Salamanką, Lajosem Portischem i Levente Lengyelem),
- dz. III m. w Płowdiwie (1976).

W turniejach startował do późnej starości, m.in. w 1991 r. zdobył 6⅛ pkt (w 11 partiach) w międzynarodowym turnieju Statisztika w Budapeszcie.
W 1961 r. Międzynarodowa Federacja Szachowa przyznała mu tytuł mistrza międzynarodowego, natomiast w 1992 r. otrzymał honorowy tytuł arcymistrza za wyniki osiągnięte w przeszłości.
Według retrospektywnego systemu Chessmetrics, najwyższy ranking osiągnął w lutym 1965 r., z wynikiem 2575 punktów zajmował wówczas 83. miejsce na świecie.